# Gerrie Deijkers
Gerrie Deijkers (13. listopadu 1946 Breda – 29. října 2003 Breda) byl nizozemský fotbalista, levý obránce a útočník. V sezóně 1977/78 byl s 8 góly nejlepším střelcem Poháru UEFA.

## Fotbalová kariéra
Hrál za VV Baronie, NAC Breda, Willem II Tilburg, AFC Door Wilskracht Sterk, De Graafschap, PSV Eindhoven, v Belgii za K. Beringen FC a Vitesse Arnhem. V nizozemské lize nastoupil ve 261 utkáních a dal 57 gólů. S PSV Eindhoven získal třikrát mistrovský titul a dvakrát nizozemský fotbalový pohár. V roce 1978 vyhrál s PSV Eindhoven Pohár UEFA. V Poháru mistrů evropských zemí nastoupil v 16 utkáních a dal 3 góly, v Poháru vítězů pohárů v 8 utkáních a dal 2 góly a v Poháru UEFA nastoupil ve 12 utkáních a dal 8 gólů.

## Ligová bilance
| Ročník                    | Zápasy | Góly | Klub                      |
| ------------------------- | ------ | ---- | ------------------------- |
| Eredivisie 1968/69        | 27     | 8    | NAC Breda                 |
| Eredivisie 1970/71        | 29     | 6    | AFC Door Wilskracht Sterk |
| Eredivisie 1971/72        | 27     | 4    | AFC Door Wilskracht Sterk |
| Eredivisie 1973/74        | 33     | 2    | PSV Eindhoven             |
| Eredivisie 1974/75        | 33     | 3    | PSV Eindhoven             |
| Eredivisie 1975/76        | 27     | 4    | PSV Eindhoven             |
| Eredivisie 1976/77        | 27     | 1    | PSV Eindhoven             |
| Eredivisie 1977/78        | 32     | 18   | PSV Eindhoven             |
| Eredivisie 1978/79        | 18     | 7    | PSV Eindhoven             |
| Eredivisie 1979/80        | 8      | 4    | Vitesse Arnhem            |
| CELKEM 1. nizozemská liga | 261    | 57   |                           |